# Juan Espantaleón
Juan Espantaleón Torres (Sevilla, 12 de marzo de 1885-Madrid, 26 de noviembre de 1966) fue un actor español.

## Biografía
Nació en Sevilla, siendo hijo de Juan Espantaleón Perea y de Luisa Torres y Torres. El padre falleció en Madrid el 26 de diciembre de 1920 a los 75 años. Su debut sobre un escenario se produjo en 1892 cuando solamente contaba con siete años de edad en la Compañía Novedades donde su padre era primer actor y director. A partir de ese momento inicia una trayectoria teatral ininterrumpida que le lleva, sucesivamente, por las Compañías del Teatro Martín, Ernesto Vilches e Irene López Heredia hasta formar la suya propia.
En cine debuta en 1915 y mantiene apariciones muy esporádicas hasta una vez finalizada la guerra civil española, destacando en ese periodo previo su actuación en Nobleza baturra (1935), de Florián Rey.
Finalizada la contienda, retoma su carrera cinematográfica, muy prolífica durante la década de los 40, en las que se suceden títulos notables, casi siempre comedias a las órdenes de Juan de Orduña o Rafael Gil. En las que interpreta un prototipo de personaje entrañable y bonachón que lo convirtió en uno de los actores españoles más populares del momento. 
Rodó su última película en 1951.

## Filmografía (selección)
- Currito de la Cruz (1926).
- Nobleza baturra (1935).
- El crucero Baleares (1941).
- Eloísa está debajo de un almendro (1943).
- La chica del gato (1943).
- Tuvo la culpa Adán (1944).
- El clavo (1944).
- El fantasma y Doña Juanita (1944).
- Un hombre de negocios (1945).
- La pródiga (1946).
- La fe (1947).
- La princesa de los Ursinos (1947).
- Don Quijote de la Mancha (1947).
- Locura de amor (1948).
- Currito de la Cruz (1949).
- Aventuras de Juan Lucas (1949).
- Una mujer cualquiera (1949).
- Llegada de noche (1949).
- Teatro Apolo (1950).
- La noche del sábado (1950).
- Pequeñeces (1950).
- Agustina de Aragón (1950).
- Alba de América (1951).

## Teatro (selección)
- El rayo (1917), de Pedro Muñoz Seca.[1]
- La venganza de Don Mendo (1918), de Pedro Muñoz Seca.
- Que viene mi marido (1918), de Carlos Arniches.
- Un marido ideal (1928), de Oscar Wilde
- Cándida (1928), de George Bernard Shaw
- Sombras de sueño (1930), de Miguel de Unamuno.
- ¡Viva lo imposible! o el contable de estrellas (1939) de Miguel Mihura.
- El complejo de Filemón (1950), de Jean Bernard-Luc.
- Cena de Navidad (1951), de José López Rubio.
- La vida en un bloc (1952), de Carlos Llopis.
- Una mujer cualquiera (1953), de Miguel Mihura.